# Tuckerman (Arkansas)
Tuckerman es una ciudad ubicada en el condado de Jackson en el estado estadounidense de Arkansas. En el Censo de 2010 tenía una población de 1862 habitantes y una densidad poblacional de 245,62 personas por km².

## Geografía
Tuckerman se encuentra ubicada en las coordenadas 35°43′30″N 91°12′6″O / 35.72500, -91.20167. Según la Oficina del Censo de los Estados Unidos, Tuckerman tiene una superficie total de 7.58 km², de la cual 7.57 km² corresponden a tierra firme y (0.2%) 0.02 km² es agua.

## Demografía
Según el censo de 2010, había 1862 personas residiendo en Tuckerman. La densidad de población era de 245,62 hab./km². De los 1862 habitantes, Tuckerman estaba compuesto por el 92.75% blancos, el 6.07% eran afroamericanos, el 0.27% eran amerindios, el 0% eran asiáticos, el 0% eran isleños del Pacífico, el 0.16% eran de otras razas y el 0.75% pertenecían a dos o más razas. Del total de la población el 0.64% eran hispanos o latinos de cualquier raza.